# Ein Tamar
Ein Tamar (en hebreo: עין תמר‎, lit. 'Manantial de Tamar') es un moshav ubicado en el distrito Sur de Israel. Situado en el valle de Aravá, inmediatamente al sur del mar Muerto, alrededor de 35 km al sureste de Dimona, recae bajo la jurisdicción del concejo regional de Tamar. En 2023 tenía una población de 342 habitantes.

## Historia
Ein Tamar fue establecida en agosto de 1982 por 24 familias. El pueblo bíblico de Tamar mencionado en Ezequiel 47:19 probablemente esté ubicado en la Fortaleza de Hatzeva cerca de Ir Ovot. Ein Tamar y el pueblo vecino Neot Hakikar se encuentran entre los lugares más remotos del país, a cuarenta minutos de la ciudad más cercana, Dimona. La mayoría de los residentes de Ein Tamar se ganan la vida con la agricultura. Los pimientos y los melones son los principales cultivos.